# Vía crucis del Aljarafe

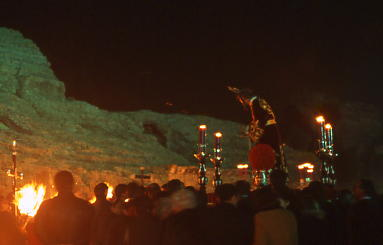
Jesús Nazareno de Santiponce.

El vía crucis del Aljarafe tiene lugar en el anfiteatro romano de Itálica, en Santiponce, provincia de Sevilla, Andalucía, España. Se celebra el primer sábado de la Cuaresma. No es el único vía crucis de la provincia.
Fue declarado Fiesta de Interés Turístico Nacional de Andalucía en 2001. Guarda cierta similitud con el vía crucis de Roma, que pasa por el Coliseo y que es presidido por el papa, en homenaje a los cristianos martirizados antes de la adopción del cristianismo por el Imperio romano.

## Descripción
La hermandad que lo organiza es la Hermandad de Jesús Nazareno y Nuestra Señora del Rosario, cuyo nombre completo es el de Muy Antigua, Real, Ilustre y Fervorosa Hermandad del Santísimo Sacramento y Cofradía de Nuestro Padre Jesús Nazareno, Nuestra Señora del Rosario Coronada y Divina Pastora de las Almas. En el vía crucis procesiona la talla de Jesús Nazareno, realizada a mediados del siglo XVII.
Realiza el vía crucis seguida de las hermandades de la Vera Cruz de Benacazón, Bollullos de la Mitación y Bormujos; de la Hermandad de la Sanidad de Cádiz; de la Hermandad del Gran Poder de Camas; de la Hermandad de la Soledad de Cantillana; de la Hermandad del Gran Poder de Castilleja de la Cuesta; de la de la Sagrada Cena de Dos Hermanas; de la del Cristo de la Sangre de Espartinas; de la Hermandad del Gran Poder de Huévar del Aljarafe; de la del Cristo del Amor de San Juan de Aznalfarache; de la Hermandad del Santo Entierro de Sanlúcar la Mayor y de la Cofradía del Cristo de la Humildad y Paciencia de Zafra (Badajoz). Ha llevado acompañamiento musical de la Capilla Musical de Nuestra Señora del Rosario.